# Бачурино
Бачу́рино — деревня в Новомосковском административном округе Москвы (до 1 июля 2012 года была в составе Ленинского района Московской области). Входит в состав поселения Сосенское.

## Население
| 1859 | 1890 | 1899 | 1926 | 2002 | 2006 | 2010 |
| ---- | ---- | ---- | ---- | ---- | ---- | ---- |
| 93   | ↗98  | ↘95  | ↗130 | ↘12  | ↗35  | ↗144 |

Согласно Всероссийской переписи, в 2002 году в деревне проживало 12 человек (5 мужчин и 7 женщин).

## География
Деревня Бачурино находится в северо-восточной части Новомосковского административного округа, примерно в 21 км к юго-юго-западу от центра города Москвы и 10 км к востоку от центра города Московский. На западе граничит с посёлком Коммунарка, на востоке — с Бутовским лесопарком.
В 3 км к западу от деревни проходит Калужское шоссе А130, в 2 км к северу — Московская кольцевая автодорога, в 5 км к юго-востоку — линия Курского направления Московской железной дороги.
В деревне шесть улиц — Бачурино-1, Бачурино-2, Дачная, Тюляевская, Тюляевский проезд и Удачная.

## История
Название деревни, предположительно, произошло от некалендарного личного имени Бачура.
В первой половине XVII века вотчина Ф. А. Ладыженского и далее его наследников. С 1789 года усадьбой владел гвардии поручик П. Ф. Тютчев и его наследники. В середине XIX века действительный статский советник В. М. Тютчев, затем до 1917 года купцы Тюляевы. Последняя владелица усадьбы Екатерина Асигкритовна Тюляева (урожд. Балина) 1872-1950 гг..
В «Списке населённых мест» 1862 года — владельческое сельцо 1-го стана Подольского уезда Московской губернии между Московско-Варшавским шоссе и Серпуховским трактом, в 15 верстах от уездного города и 33 верстах от становой квартиры, при пруде, с 15 дворами и 93 жителями (47 мужчин, 46 женщин).
По данным на 1899 год — село Десенской волости Подольского уезда с 95 жителями.
В 1913 году — 23 двора, имение Тюляева.
По материалам Всесоюзной переписи населения 1926 года — центр Бачуринского сельсовета Десенской волости Подольского уезда в 3,2 км от Калужского шоссе и 5,3 км от станции Бутово Курской железной дороги, проживало 130 жителей (59 мужчин, 71 женщина), насчитывалось 28 крестьянских хозяйств.
С 1929 до 2012 гг. — населённый пункт Московской области в составе Красно-Пахорского района (1929—1946); Калининского района (1946—1957); Ленинского района (1957—1960, 1965—2012); Ульяновского района (1960—1963); Ленинского укрупнённого сельского района (1963—1965).
С 2012 года — в составе города Москвы.

## Достопримечательности
От бывшей усадьбы «Бачурино» сохранился регулярный липовый парк последней трети XVIII века и пруды в двух уровнях, а также руины скотного двора начала XX века. Двухэтажный дом для служащих начала XX века утрачен в 2000 году. С 2006 года в коттеджном посёлке действует небольшая деревянная церковь Иконы Божией Матери Умягчение Злых Сердец, приписанная к храму в деревне Летово.